# Tatjana Wladimirowna Jegorowa (Fußballspielerin)
Tatjana Wladimirowna Jegorowa (russisch Татьяна Владимировна Егорова; * 10. März 1970 in Kuibyschew; † 29. Juli 2012 in Moskau) war eine russische Fußballspielerin und -trainerin.

## Spielerkarriere

### Vereine
Jegorowa spielte zunächst von 1992 bis 1993 für ZSK WWS Samara in der höchsten Spielklasse im russischen Frauenfußball. Nach dem Ende ihrer zweiten Spielzeit wurde sie zur Rückrunde der Saison 1993/94 an den deutschen Regionalligisten SSV Turbine Potsdam auf Leihbasis abgegeben. Sie kam fortan in der Regionalliga Nordost und nach dem Aufstieg 1994 in der Bundesliga Nord zum Einsatz. Nach der Saison 1995/96 kehrte sie nach Samara zurück und spielte bis Ende der Spielzeit 2000 für ZSK WWS Samara. In der Spielzeit 2001 war sie für FK Lada Toljatti aktiv, bevor sie erneut für zwei Spielzeiten für ZSK WWS Samara spielte. In Woronesch war sie in der Spielzeit 2004 für den FC Energy Voronezh tätig. Mit dem Verein erreichte sie das Viertelfinale des UEFA Women’s Cup 2004/05. Von Januar 2005 bis Juni 2006 spielte sie für den FK Rossijanka, anschließend und ein Jahr lang für den FK Lada Toljatti. In Deutschland beendete sie nach der Saison 2007/08 als Spielerin des 1. FFC Turbine Potsdam in der Bundesliga ihre Karriere.

### Nationalmannschaft
Jegorowa bestritt von 1992 bis 2005 insgesamt 49 Länderspiele für die russische A-Nationalmannschaft, für die sie fünf Tore erzielte. Ihr Debüt gab sie am 11. Oktober 1992 in Moskau bei der 0:7-Niederlage gegen die deutsche Nationalmannschaft im Viertelfinale der Qualifikation für die Europameisterschaft 1993 in Italien. Als Spielführerin der Mannschaft nahm sie an den Europameisterschaften 1997 und 2001 teil, das Team schied jeweils am Ende der Vorrunde aus dem Turnier aus. Ferner nahm sie an den Weltmeisterschaften 1999 und 2003 teil und bestritt jeweils alle drei Gruppenspiele. Bei beiden Turnieren schied die Mannschaft im Viertelfinale aus.

## Erfolge
mit ZSK WWS Samara
- Russische Meisterin 1993, 1994, 1996, 2001, 2005, 2006
- Russische Pokal-Siegerin 1994, 2005, 2006

mit dem 1. FFC Turbine Potsdam
- Meisterin der Regionalliga Nordost 1994 und Aufstieg in die Bundesliga

## Trainerkarriere
Jegorowa trainierte nach dem Ende ihrer Spielerkarriere den FK Rossijanka und führte den Verein im Jahre 2010 zur Meisterschaft. Damit war sie die erste Trainerin, die den russischen Meistertitel gewann. Im Januar 2012 wurde sie von Farid Benstiti abgelöst und wechselte ins Management des Vereins.
Jegorowa starb im Alter von 42 Jahren Ende Juli 2012 in Moskau. Über die Todesursache wurde nichts bekannt.